# Francisco Asenjo Barbieri

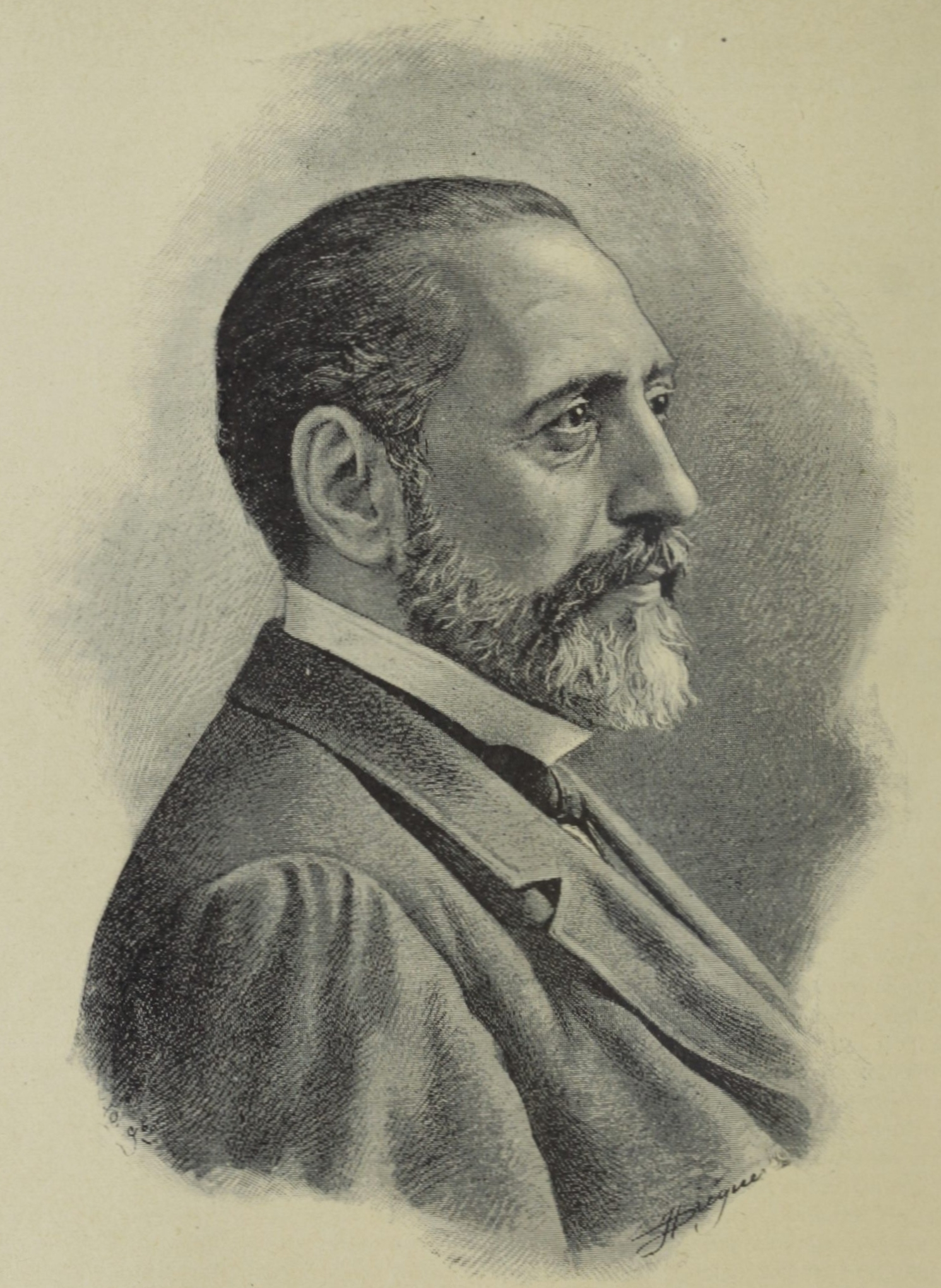
Francisco Asenjo Barbieri.

Francisco Asenjo Barbieri, född 3 augusti 1823, död 19 februari 1894, var en spansk tonsättare och musikforskare.
Efter en växlingsrik bana som klarinettist vid militärmusiken, teatersufflör, operasångare, musikkritiker och musiklärare ägnade Barbieri sig åt komposition för sångscenen. Särskilt blåste han liv i de folkligt spanska operetterna, de så kallade zarzuelas, varav han själv skapat närmare ett 80-tal, bland annat den omtyckta Jugar con fuego (1851). Senare ägnade sig Barbieri åt musikalisk forskning och utgav bland annat 1880 Cancionero musical de los siglos XV y XVI, en samling två- och flerstämmiga sångkompositioner, främst ballader, från 1400- och 1500-talen, och skrev ett verk om kyrkomusik 1889. Barbieri hörde till sin samtids mest uppburna spanska tonsättare och blev 1868 även professor i harmonilära och musikhistoria vid konservatoriet i Madrid.